# Вальценгаузен
Вальценгаузен (нім. Walzenhausen) — громада  в Швейцарії в кантоні Аппенцелль-Ауссерроден, округ Фордерланд.

## Географія
Громада розташована на відстані близько 175 км на схід від Берна, 26 км на схід від Герізау.
Вальценгаузен має площу 7 км², з яких на 13,8% дозволяється будівництво (житлове та будівництво доріг), 52,1% використовуються в сільськогосподарських цілях, 34,1% зайнято лісами, 0% не є продуктивними (річки, льодовики або гори).

## Демографія
2019 року в громаді мешкало 2012 осіб (-2,8% порівняно з 2010 роком), іноземців було 22,2%. Густота населення становила 287 осіб/км².
За віковим діапазоном населення розподілялося таким чином: 17,2% — особи молодші 20 років, 63,8% — особи у віці 20—64 років, 19% — особи у віці 65 років та старші. Було 929 помешкань (у середньому 2,1 особи в помешканні).
Із загальної кількості 1169 працюючих 51 був зайнятий в первинному секторі, 362 — в обробній промисловості, 756 — в галузі послуг.